# Guðmundur Kamban
Guðmundur Kamban (8 de junio de 1888 – 5 de mayo de 1945) fue un novelista y dramaturgo de Islandia.

## Biografía
Nació cerca de Reikiavik, hijo de un comerciante de una familia tradicional islandesa. Se graduó de Literatura y Lenguas del Colegio de Reikiavik. Durante ese periodo fue asistente de Björn Jónsson, editor del principal periódico islandés. 
En 1908, adoptó el nombre de familia Kamban en lugar de su patronímico (Guðmundur Jónsson) y abogó por un cambio en las convenciones islandesas para poner nombres. En 1910, entró a la Universidad de Copenhague, donde se especializó en Literatura y realizó una maestría.
En 1914, publicó su primer drama, Hadda Padda recomendado por Georg Brandes y montado en el Teatro Real de Copenhague con Kamban como asistente director. Luego se casaría con Agnete Egeberg, una actriz del elenco, con quien además tuvo una hija en 1921.
En 1915 Kamban se trasladó a Nueva York, donde buscó establecerse como un escritor en lengua inglesa. No lo logró y regresó a Copenhague con su esposa en 1917. En 1920, alcanzó el éxito con We Murderers y ocupó la posición de director del teatro. También es el autor de novelas históricas animadas y eruditas basadas en las sagas islandesas, como Skalholt (1932) y I See a Wondrous Land (1936).
Kamban dirigió obras, escribió novelas y produjo películas en Copenhague hasta 1934, cuando se mudó a Londres. Un año más, se trasladó a Berlín, donde vivió hasta 1938, cuando regresó a Copenhague. Durante la ocupación de Dinamarca por la Alemania nazi, recibió fondos alemanes y fue visto como un colaborador. 
El 5 de mayo de 1945, a medida que las fuerzas alemanas se rindieron, Kamban fue asesinado en un restaurante de Copenhague por miembros de la resistencia danesa ante su esposa y su hija. Su cuerpo fue devuelto a Islandia, donde se le enterró con honores en Reikiavik. En el centenario de su nacimiento, su drama Marmari, or Marble, fue producido por el Teatro Nacional de Islandia.